# Geschwindigkeit über Grund
Als Geschwindigkeit über Grund (vg) wird die Fortbewegung eines Schiffes oder Flugzeugs relativ zum Boden (Grund bzw. Erdoberfläche) bezeichnet. Sie ist – zusammen mit dem Kurs (der magnetischen oder geografischen Richtung) – die Basis der Koppelnavigation (engl. dead reckoning), dem Aneinanderfügen zurückgelegter Wegstücke zur genauen Standortbestimmung.

## Luftfahrt
Die Geschwindigkeit über Grund (auch als Fahrt über Grund bezeichnet) wird in der Fliegersprache üblicherweise auch Englisch ground speed oder groundspeed genannt und mit GS bezeichnet. Die Fortbewegung eines Flugzeugs relativ zum Medium – zur Erdatmosphäre – wird hingegen als Eigen- oder Fluggeschwindigkeit bezeichnet.

## Schifffahrt
In der Schifffahrt wird die Geschwindigkeit über Grund nach DIN 13312 Navigation vom Februar 2005 stets als Fahrt über Grund bezeichnet; die „beabsichtigte Fahrt über Grund“ (engl.: speed of advance, SOA) und die „gemittelte Fahrt über Grund“ (engl.: speed made good, SMG) haben im Deutschen beide das normgerechte Formelzeichen FüG; der englische Begriff speed over the ground (SOG) bedeutet hingegen die während der Fahrt im Fahrzeug typischerweise mittels GNSS gemessene Fahrt über Grund. Wasserströmungen im befahrenen Gewässer (vor allem in Flüssen, bei Meeresströmungen wie dem Golfstrom oder infolge der Tide) beeinflussen die FüG. Die durch ein Log gemessene Fahrt durchs Wasser (FdW) kann sich beträchtlich von der FüG unterscheiden, sowohl in Betrag als auch in Richtung.
Vor der allgemeinen Verfügbarkeit von GNSS-Empfängern war es schwierig, die Fahrt über Grund zu bestimmen, da dazu ein fixer Bezugspunkt erforderlich ist. Zur Bestimmung der Fahrt über Grund waren daher entweder Landmarken erforderlich oder, wo diese fehlten, die regelmäßige Positionsbestimmung mittels Astronavigation.

## Möglichkeiten zur Ermittlung
Man kann die Geschwindigkeit über Grund auf mehreren Wegen bestimmen, z. B.:
- einer Logge (Schiffe) und anschließender Berücksichtigung des Versatzes durch Wind bzw. Strömung
- bei Schiffen mit dem Dopplerlog (ermittelt zugleich die Abdrift)
- aus externen Navigationsmethoden, z. B. mit GPS oder historisch mit dem Sextanten.
- anhand von bekannten Parametern wie Airspeed, Windgeschwindigkeit und Kompasskurs (Heading). Diese Methode gilt als nicht besonders genau.